# Carl Joachim Römer
Carl Joachim Römer († 26. Dezember 1750 in Zwickau) war ein königlich-polnischer und kurfürstlich-sächsischer Generalmajor von der Infanterie.

## Leben
Er entstammte der alten meißnischen Familie Römer, die eng dem sächsischen Bergbau verbunden war und bis in das 18. Jahrhundert auf das Führen des Adelsprädikates von bewusst verzichtete.
1718 ist Carl Joachim Römer als Major nachweisbar. Als solcher stellte er eine Quittung über den Erhalt von einem Zentner Pulver aus dem Hauptzeughaus in Dresden zum Begräbnis des Generals Hanns Herrmann Wostromirsky von Rockittnigk aus.
1728 wurde er königlich-polnischer und kurfürstlich-sächsischen Oberstleutnant bei einem Regiment zu Fuß. 1737 wurde er Oberst und erhielt das Infanterieregiment „Unruh“. 1742 lag Römer mit seinem Regiment in Adorf im Vogtland, wo er Georg Körner zum Feldprediger seines Regiments bestallte. Das Regiment führte er bis zu seiner Ernennung zum Generalmajor im Jahr 1744 und übergab es dem Oberst Pirch.

## Familie
Seine jüngste Tochter, Helena Carolina Römer heiratete am 16. November 1733 in der Marienkirche in Zwickau den Hauptmann von der ehemaligen Chavalier-Guarde Hans Julius Bose aus dem Hause Frankleben, der am 8. Januar 1751 in Zwickau starb. Sein Tod folgte nur wenige Tage nach seinem Schwiegervater Carl Joachim Römer, der Ende Dezember 1750 gestorben war. Die kinderlose Helena Carolina Römer wurde aufgrund dieser schweren Schicksalsschläge Vollwaise und Witwe zugleich. Weder ihr Vater noch ihr Ehemann war Besitzer eines Rittergutes, so dass die Witwe Bose unverschuldet für ihre Verhältnisse in schlechte Umstände geriet.
Carl Joachim Römer führte folgendes Wappen: „In Rot zwei schräg gekreuzte goldene (silberne) Pilgerstäbe (Römerstäbe, auch Eselspeitschen) mit der Spitze nach unten. Auf dem Helm, mit rot-silbernen Decken, die gekreutzten Pilgerstäbe.“